# Markus Rothkranz
Markus Rothkranz (* 3. August 1962 in Köln) ist ein deutschamerikanischer Regisseur und Autor.

## Leben
Markus Rothkranz wuchs in Ontario, Kanada auf. Nach einem abgebrochenen Studium an der Kunstschule zog er 1985 nach Hollywood. Er arbeitete im Bereich Special Effects für TV-Werbung und bei Filmen wie  Stirb langsam und Total Recall. Anfang der 90er Jahre war er auch an der Gestaltung für Flipperautomaten beteiligt, darunter zu Themen von Star Wars, Jurassic Park und Lethal Weapon 3 sowie Spezialanfertigungen für Aaron Spelling, Michael Jordan und den Film Richie Rich.
Im Jahr 1996 war er Regisseur und Drehbuchautor des Fantasy-Films Ritter der Zeit.
Seit 2017 betreibt Rothkranz einen auf Filmtechnik ausgerichteten YouTube-Kanal.

## Filmografie
- 1996: Ritter der Zeit (To the Ends of Time)

## Bücher
- Heile dich selbst, Hans-Nietsch-Verlag, Roßdorf, 2010, ISBN 978-3-939570-88-2
- Heile dich reich, Hans-Nietsch-Verlag, Roßdorf, 2012, ISBN 978-3-86264-221-2
- Heile dich schön, Hans-Nietsch-Verlag, Roßdorf, 2015, ISBN 978-3-86264-212-0